# Джулія Пенальбер
Джулія Родрігес Пенальбер де Олівейра (порт. Giulia Rodrigues Penalber de Oliveira; нар. 13 квітня 1992) — бразильська борчиня вільного стилю, дворазова чемпіонка, триразова срібна та дворазова бронзова призерка Панамериканських чемпіонатів, чемпіонка та бронзова призерка Панамериканських ігор, чемпіонка Південної Америки, чемпіонка Південноамериканських ігор.

## Життєпис
Боротьбою почала займатися з 2012 року.
Виступає за спортивний клуб Instituto Reacao, Ріо-де-Жанейро. Тренери — Педро Гарсія, Анжел Торрес.

## Спортивні результати на міжнародних змаганнях

### Виступи на Чемпіонатах світу
| Змагання                        | Збірна   | Вагова категорія          | Місце |
| ------------------------------- | -------- | ------------------------- | ----- |
| Чемпіонат світу з боротьби 2014 | Бразилія | жіноча боротьба, до 55 кг | 8     |
| Чемпіонат світу з боротьби 2015 | Бразилія | жіноча боротьба, до 53 кг | 32    |
| Чемпіонат світу з боротьби 2018 | Бразилія | жіноча боротьба, до 57 кг | 13    |
| Чемпіонат світу з боротьби 2019 | Бразилія | жіноча боротьба, до 57 кг | 8     |
| Чемпіонат світу з боротьби 2021 | Бразилія | жіноча боротьба, до 57 кг | 7     |
| Чемпіонат світу з боротьби 2022 | Бразилія | жіноча боротьба, до 57 кг | 13    |
| Чемпіонат світу з боротьби 2023 | Бразилія | жіноча боротьба, до 57 кг | 19    |

### Виступи на Панамериканських чемпіонатах
| Змагання                                   | Збірна   | Вагова категорія          | Місце  |
| ------------------------------------------ | -------- | ------------------------- | ------ |
| Панамериканський чемпіонат з боротьби 2014 | Бразилія | жіноча боротьба, до 55 кг | 5      |
| Панамериканський чемпіонат з боротьби 2015 | Бразилія | жіноча боротьба, до 53 кг | Бронза |
| Панамериканський чемпіонат з боротьби 2016 | Бразилія | жіноча боротьба, до 55 кг | Срібло |
| Панамериканський чемпіонат з боротьби 2017 | Бразилія | жіноча боротьба, до 53 кг | 5      |
| Панамериканський чемпіонат з боротьби 2018 | Бразилія | жіноча боротьба, до 57 кг | 7      |
| Панамериканський чемпіонат з боротьби 2019 | Бразилія | жіноча боротьба, до 57 кг | 7      |
| Панамериканський чемпіонат з боротьби 2020 | Бразилія | жіноча боротьба, до 57 кг | Золото |
| Панамериканський чемпіонат з боротьби 2021 | Бразилія | жіноча боротьба, до 57 кг | Золото |
| Панамериканський чемпіонат з боротьби 2022 | Бразилія | жіноча боротьба, до 57 кг | Бронза |
| Панамериканський чемпіонат з боротьби 2023 | Бразилія | жіноча боротьба, до 57 кг | Срібло |
| Панамериканський чемпіонат з боротьби 2024 | Бразилія | жіноча боротьба, до 57 кг | Срібло |

### Виступи на Панамериканських іграх
| Змагання                  | Збірна   | Вагова категорія          | Місце  |
| ------------------------- | -------- | ------------------------- | ------ |
| Панамериканські ігри 2015 | Бразилія | жіноча боротьба, до 53 кг | 7      |
| Панамериканські ігри 2019 | Бразилія | жіноча боротьба, до 57 кг | Бронза |
| Панамериканські ігри 2023 | Бразилія | жіноча боротьба, до 57 кг | Золото |

### Виступи на Чемпіонатах Південної Америки
| Змагання                                    | Збірна   | Вагова категорія          | Місце  |
| ------------------------------------------- | -------- | ------------------------- | ------ |
| Чемпіонат Південної Америки з боротьби 2017 | Бразилія | жіноча боротьба, до 58 кг | Золото |

### Виступи на Південноамериканських іграх
| Змагання                       | Збірна   | Вагова категорія          | Місце  |
| ------------------------------ | -------- | ------------------------- | ------ |
| Південноамериканські ігри 2018 | Бразилія | жіноча боротьба, до 57 кг | Золото |

### Виступи на Всесвітніх іграх військовослужбовців
| Змагання                                | Збірна   | Вагова категорія          | Місце |
| --------------------------------------- | -------- | ------------------------- | ----- |
| Всесвітні ігри військовослужбовців 2019 | Бразилія | жіноча боротьба, до 57 кг | 7     |

### Виступи на Чемпіонатах світу серед студентів
| Змагання                                        | Збірна   | Вагова категорія          | Місце |
| ----------------------------------------------- | -------- | ------------------------- | ----- |
| Чемпіонат світу з боротьби серед студентів 2014 | Бразилія | жіноча боротьба, до 58 кг | 9     |

### Виступи на інших змаганнях
| Змагання                                                         | Збірна   | Вагова категорія          | Місце  |
| ---------------------------------------------------------------- | -------- | ------------------------- | ------ |
| Cerro Pelado International 2013                                  | Бразилія | жіноча боротьба, до 59 кг | Бронза |
| Міжнародний турнір Олімпія 2013                                  | Бразилія | жіноча боротьба, до 55 кг | Бронза |
| Кубок Бразилії з боротьби 2013                                   | Бразилія | жіноча боротьба, до 55 кг | Бронза |
| Кубок Бразилії з боротьби 2014                                   | Бразилія | жіноча боротьба, до 53 кг | Бронза |
| Гран-прі Парижа з боротьби 2015                                  | Бразилія | жіноча боротьба, до 53 кг | 7      |
| Золотий Гран-прі з боротьби 2015                                 | Бразилія | жіноча боротьба, до 53 кг | 13     |
| Кубок Бразилії з боротьби 2015                                   | Бразилія | жіноча боротьба, до 53 кг | Золото |
| Тестовий турнір UWW 2016                                         | Бразилія | жіноча боротьба, до 53 кг | 5      |
| Олімпійський кваліфікаційний турнір з боротьби 2016 (Фріско)     | Бразилія | жіноча боротьба, до 53 кг | 9      |
| Олімпійський кваліфікаційний турнір з боротьби 2016 (Улан-Батор) | Бразилія | жіноча боротьба, до 53 кг | 14     |
| Олімпійський кваліфікаційний турнір з боротьби 2016 (Стамбул)    | Бразилія | жіноча боротьба, до 53 кг | 23     |
| Cerro Pelado International 2016                                  | Бразилія | жіноча боротьба, до 55 кг | Срібло |
| Гран-прі Іспанії з боротьби 2016                                 | Бразилія | жіноча боротьба, до 55 кг | Бронза |
| Золотий Гран-прі з боротьби 2016                                 | Бразилія | жіноча боротьба, до 55 кг | 7      |
| Кубок Бразилії з боротьби 2017                                   | Бразилія | жіноча боротьба, до 60 кг | Срібло |
| Міжнародний меморіал Білла Фаррелла 2018                         | Бразилія | жіноча боротьба, до 57 кг | Золото |
| Відкритий чемпіонат Польщі з боротьби 2018                       | Бразилія | жіноча боротьба, до 57 кг | 14     |
| Турнір Олександра Медведя 2018                                   | Бразилія | жіноча боротьба, до 57 кг | 9      |
| Гран-прі Іспанії з боротьби 2019                                 | Бразилія | жіноча боротьба, до 57 кг | Бронза |
| Турнір Яшара Догу 2019                                           | Бразилія | жіноча боротьба, до 57 кг | 12     |
| Меморіал Маттео Пелліконе 2020                                   | Бразилія | жіноча боротьба, до 57 кг | 20     |
| Олімпійський кваліфікаційний турнір з боротьби 2020 (Оттава)     | Бразилія | жіноча боротьба, до 57 кг | 5      |
| Київський Міжнародний турнір з боротьби 2021                     | Бразилія | жіноча боротьба, до 57 кг | 8      |
| Меморіал Маттео Пелліконе 2021                                   | Бразилія | жіноча боротьба, до 57 кг | Золото |
| Турнір Дана Колова — Николи Петрова 2021                         | Бразилія | жіноча боротьба, до 57 кг | Срібло |
| Олімпійський кваліфікаційний турнір з боротьби 2020 (Софія)      | Бразилія | жіноча боротьба, до 57 кг | Бронза |
| Турнір Яшара Догу 2022                                           | Бразилія | жіноча боротьба, до 57 кг | 10     |
| Меморіал Маттео Пелліконе 2022                                   | Бразилія | жіноча боротьба, до 57 кг | Бронза |
| Турнір Зухає Сгає 2022                                           | Бразилія | жіноча боротьба, до 57 кг | Золото |
| Відкритий чемпіонат Загреба з боротьби 2023                      | Бразилія | жіноча боротьба, до 57 кг | 5      |
| Klippan Lady Open 2023                                           | Бразилія | жіноча боротьба, до 57 кг | Бронза |
| Турнір Ібрагіма Мустафи 2023                                     | Бразилія | жіноча боротьба, до 57 кг | 5      |
| Меморіал Імре Поляка та Яноша Варги 2023                         | Бразилія | жіноча боротьба, до 57 кг | 5      |
| Відкритий чемпіонат Польщі з боротьби 2023                       | Бразилія | жіноча боротьба, до 57 кг | Золото |
| Меморіал Іона Корнеану і Ладислава Сімона 2023                   | Бразилія | жіноча боротьба, до 57 кг | Золото |
| Відкритий чемпіонат Загреба з боротьби 2024                      | Бразилія | жіноча боротьба, до 57 кг | 7      |
| Гран-прі Франції Анрі Деглана 2024                               | Бразилія | жіноча боротьба, до 57 кг | Золото |
| Олімпійський кваліфікаційний турнір з боротьби 2024              | Бразилія | жіноча боротьба, до 57 кг | 6      |

### Виступи на змаганнях молодших вікових груп
| Змагання                                                 | Збірна   | Вагова категорія          | Місце |
| -------------------------------------------------------- | -------- | ------------------------- | ----- |
| Панамериканський чемпіонат з боротьби серед кадетів 2014 | Бразилія | жіноча боротьба, до 46 кг | 5     |
| Чемпіонат світу з боротьби серед кадетів 2014            | Бразилія | жіноча боротьба, до 46 кг | 16    |